# Herminio Herráiz Hidalgo
Herminio Herráiz Hidalgo, (Las Pedroñeras, Conca, 30 d'octubre de 1978), és un escaquista i entrenador d'escacs espanyol, que té el títol de Gran Mestre des de 2009. El 2014 la FIDE li va atorgar el títol de FIDE Trainer, el segon màxim títol d'entrenador internacional.
A la llista d'Elo de la FIDE de desembre de 2021, hi tenia un Elo de 2403 punts, cosa que en feia el jugador número 96 (en actiu) de l'estat espanyol. El seu màxim Elo va ser de 2520 punts, a la llista d'abril de 2009 (posició 636 al rànquing mundial).

## Resultats destacats en competició
Herráiz va guanyar el Campionat d'Espanya Juvenil (Sub-20) el 1998 a Mairena del Aljarafe, superant, entre d'altres, Paco Vallejo; en aquell moment, era entrenat per Rafael Álvarez Ibarra.
Va participar en les olimpíades d'escacs de 2004 a Calvià formant part de l'equip B d'Espanya.

## Llibres
- Herraiz, Herminio; Daniel Muñoz. El Método Zugzwang: Cómo optimizar tu preparación ajedrecística, 2016. ISBN 978-1523300310.